# Оазу Нантой
Оазу Нантой (рум. Oazu Nantoi; нар. 3 лютого 1948, Ванчиківці, Українська РСР) — молдовський політик і політичний аналітик, член Парламенту Молдови (2009–2010).

## Біографія
Народився 3 лютого 1948 року у місті Чернівці Чернівецької області України. У 1990 році заснував Соціал-демократичну партію Молдови (СДПМ), установчі збори якої відбулися 13 травня 1990 року.
У травні 1992 подав у відставку з посади керівника служби політичного аналізу апарату президента. У травні 1993 провів I з'їзд СДПМ, на якому був прийнятий статут партії, а у лютому 1995 року — III з'їзд, на якому була прийнята нова програма «Новий шлях для Молдови». Оазу Нантой очолював СДПМ у періоди 1990–1995 років і 1998–2004 років. У 2007-му, разом з групою соціал-демократів перейшов у Демократичну партію Молдови. У 2007 році Оазу Нантой став муніципальним радником Кишиніва за списком Демократичної партії. Пізніше обійняв посаду віцеголови ДПМ. На позачергових парламентських виборах 29 липня 2009 року, Оазу Нантой стає членом парламенту Молдови. На наступних парламентських виборах, 28 листопада 2010, він не увійшов до виборчого списку Демпартії. У 2011 році вийшов з Демократичної партії. Згідно з заявою самого Нантоя, він вирішив залишити політику — заради можливості вільно висловлювати свою думку.
11 січня 2012 року Оазу Нантой заявив про своє бажання балотуватися на посаду президента Молдови.

## Особисте життя
Оазу Нантой одружений, батько двох дітей.
Вільно володіє румунською, російською, українською і англійською мовами.